# Binks

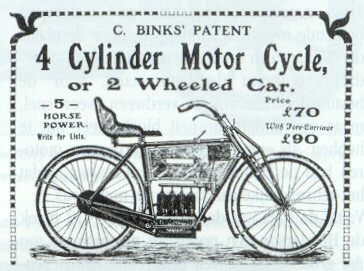
Advertentie van Charles Binks Ltd

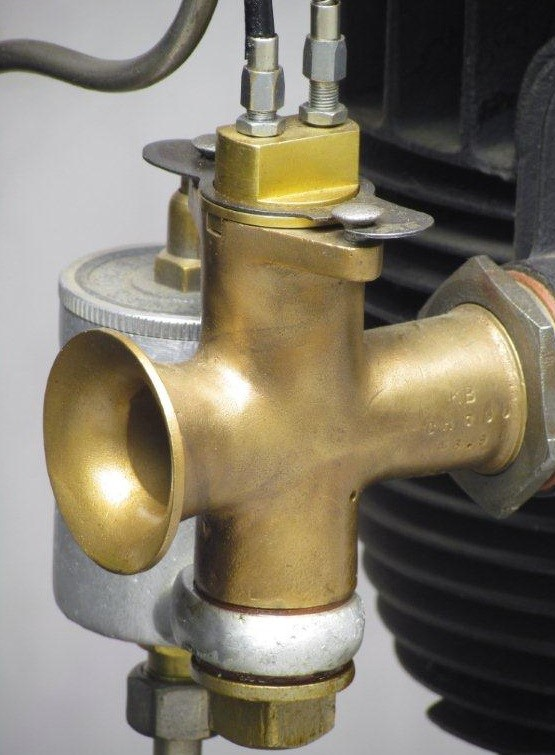
Binks carburateur uit 1928

Binks is een Brits historisch merk van carburateurs en motorfietsen.
De bedrijfsnaam was: Charles Binks Ltd., Whitehall Factory, Nottingham.
In 1903 verscheen een door Charles Binks ontwikkelde motorfiets met een langsgeplaatste 385cc-viercilinder lijnmotor. Waarschijnlijk was dit de eerste viercilinder motorfiets ter wereld. In 1904 verscheen ook een model met dezelfde motor, maar dit keer dwarsgeplaatst. Beide modellen hadden al een koppeling en kettingaandrijving en leverden ongeveer 6 pk. Het model met de langsgeplaatste motor werd door middel van badge engineering ook als Evart-Hall 5 HP verkocht.
In 1905 stopte Binks met de productie van motorfietsen omdat de productiekosten te hoog waren. Charles Binks richtte zich daarna op het ontwikkelen en produceren van carburateurs. In 1928 vormde Binks samen met Amac en Brown & Barlow een nieuw bedrijf: Amalgamated Carburetters (AMAL).